# Tefrinda palpata
Tefrinda palpata är en insektsart som först beskrevs av Carl Stål 1877.  Tefrinda palpata ingår i släktet Tefrinda och familjen torngräshoppor. Inga underarter finns listade i Catalogue of Life.